# Métrolinie 14 (Paris)
| Karte |                      |                                     |                                     |
| Streckenlänge: | 27,8 km              |                                     |                                     |
| Spurweite: | 1435 mm (Normalspur) |                                     |                                     |
| |                      |                                     |                                     |
| Eröffnung: | 1998                 |                                     |                                     |
| Fahrgäste (täglich): | 240.000              |                                     |                                     |
| Stationen: | 21                   |                                     |                                     |
| \| \| \| Saint-Denis – Pleyel \| \| \| \| Mairie de Saint-Ouen \| \| \| \| Betriebshof les Docks \| \| \| \| Saint-Ouen \| \| \| \| Porte de Clichy \| \| \| \| Pont-Cardinet \| \| \| \| Linie 2 \| \| \| \| Saint-Lazare \| \| \| \| RER A \| \| \| \| Madeleine \| \| \| \| Pyramides \| \| \| \| Châtelet \| \| \| \| Linie 5 \| \| \| \| Canal Saint-Martin \| \| \| \| Gare de Lyon \| \| \| \| Gleisverbindung zur Linie 6 \| \| \| \| Bercy \| \| \| \| Cour Saint-Émilion \| \| \| \| Seine \| \| \| \| Bibliothèque François Mitterrand \| \| \| \| Olympiades \| \| \| \| ehem. Betriebshof Tolbiac Nationale \| \| \| \| Maison Blanche \| \| \| \| Hôpital Bicêtre \| \| \| \| Villejuif – Gustave Roussy \| \| \| \| L’Haÿ-les-Roses \| \| \| \| Chevilly-Larue \| \| \| \| Thiais-Orly \| \| \| \| Aéroport d’Orly \| \| \| \| Betriebshof Morangis \| |                      |                                     |                                     |
| U-Bahn-Kopfbahnhof Streckenanfang (im Tunnel) |                      | Saint-Denis – Pleyel                | Saint-Denis – Pleyel                |
| U-Bahn-Bahnhof (im Tunnel) |                      | Mairie de Saint-Ouen                | Mairie de Saint-Ouen                |
| U-Bahn-Abzweig geradeaus und nach rechts (im Tunnel) |                      | Betriebshof les Docks               | Betriebshof les Docks               |
| U-Bahn-Bahnhof (im Tunnel) |                      | Saint-Ouen                          | Saint-Ouen                          |
| U-Bahn-Bahnhof (im Tunnel) |                      | Porte de Clichy                     | Porte de Clichy                     |
| U-Bahn-Bahnhof (im Tunnel) |                      | Pont-Cardinet                       | Pont-Cardinet                       |
| U-Bahn-Kreuzung mit Tunnelstrecke (im Tunnel) |                      | Linie 2                             | Linie 2                             |
| U-Bahn-Bahnhof (im Tunnel) |                      | Saint-Lazare                        | Saint-Lazare                        |
| U-Bahn-Kreuzung mit Tunnelstrecke (im Tunnel) |                      | RER A                               | RER A                               |
| U-Bahn-Bahnhof (im Tunnel) |                      | Madeleine                           | Madeleine                           |
| U-Bahn-Bahnhof (im Tunnel) |                      | Pyramides                           | Pyramides                           |
| U-Bahn-Bahnhof (im Tunnel) |                      | Châtelet                            | Châtelet                            |
| U-Bahn-Kreuzung mit Tunnelstrecke (im Tunnel) |                      | Linie 5                             | Linie 5                             |
| |                      | Canal Saint-Martin                  |                                     |
| U-Bahn-Bahnhof (im Tunnel) |                      | Gare de Lyon                        | Gare de Lyon                        |
| U-Bahn-Abzweig geradeaus und nach links (im Tunnel) |                      | Gleisverbindung zur Linie 6         | Gleisverbindung zur Linie 6         |
| U-Bahn-Bahnhof (im Tunnel) |                      | Bercy                               | Bercy                               |
| U-Bahn-Haltepunkt / Haltestelle (im Tunnel) |                      | Cour Saint-Émilion                  | Cour Saint-Émilion                  |
| |                      | Seine                               |                                     |
| U-Bahn-Bahnhof (im Tunnel) |                      | Bibliothèque François Mitterrand    | Bibliothèque François Mitterrand    |
| U-Bahn-Haltepunkt / Haltestelle (im Tunnel) |                      | Olympiades                          | Olympiades                          |
| ehemaliger U-Bahn-Dienststation / Betriebs- oder Güterbahnhof (im Tunnel) |                      | ehem. Betriebshof Tolbiac Nationale | ehem. Betriebshof Tolbiac Nationale |
| U-Bahn-Bahnhof (im Tunnel) |                      | Maison Blanche                      | Maison Blanche                      |
| U-Bahn-Haltepunkt / Haltestelle (im Tunnel) |                      | Hôpital Bicêtre                     | Hôpital Bicêtre                     |
| U-Bahn-Bahnhof (im Tunnel) |                      | Villejuif – Gustave Roussy          | Villejuif – Gustave Roussy          |
| U-Bahn-Haltepunkt / Haltestelle (im Tunnel) |                      | L’Haÿ-les-Roses                     | L’Haÿ-les-Roses                     |
| U-Bahn-Haltepunkt / Haltestelle (im Tunnel) |                      | Chevilly-Larue                      | Chevilly-Larue                      |
| U-Bahn-Bahnhof (im Tunnel) |                      | Thiais-Orly                         | Thiais-Orly                         |
| U-Bahn-Bahnhof (im Tunnel) |                      | Aéroport d’Orly                     | Aéroport d’Orly                     |
| U-Bahn-Betriebs-/Güterbahnhof Streckenende (im Tunnel) |                      | Betriebshof Morangis                | Betriebshof Morangis                |

Die Linie 14 der Pariser Métro ist die jüngste und gleichzeitig die erste vollautomatisierte Strecke mit fahrerlosen Zügen. Sie verbindet die Stationen Saint-Denis – Pleyel nördlich und Aéroport d’Orly südlich von Paris. Sie ist damit die erste komplett fertiggestellte Linie des Grand Paris Express als auch die schnellste und wichtigste Nord-Süd-Linie im Stadtgebiet von Paris. Mit einer Fahrzeit von 25 Minuten stellt sie die günstigste Anbindung des Flughafens Paris-Orly an die Innenstadt dar.

## Übersicht

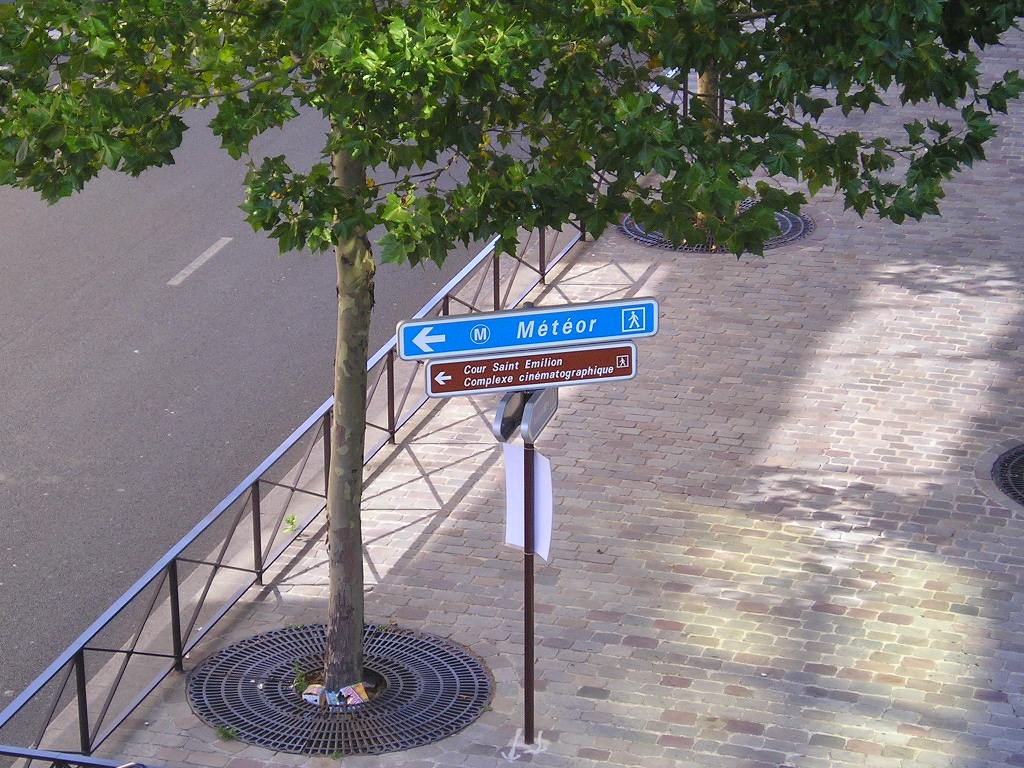
Hinweisschild auf die Linie 14 unter der ursprünglichen Bezeichnung Météor (Foto 2003)

Die Linie 14, nach der Abkürzung für MÉTro Est-Ouest Rapide (Ost-West-Schnell-U-Bahn) auch Météor genannt, wurde 1998 eröffnet und ist die jüngste, schnellste und modernste Linie im Pariser Métronetz, die die Innenstadt von Paris vom Nordwesten nach Südosten quert. Auf einer Gesamtlänge von heute 30 km bedient sie in einer Gesamtfahrzeit von 42 Minuten 21 Stationen, deren durchschnittlicher Abstand 1,2 Kilometer beträgt. Das ist mehr als das Doppelte der sonst üblichen 500 Meter. Die Linie 14 verkehrt während der Hauptverkehrszeit in einem zwei-bis-drei-Minuten-Takt, technisch möglich wären derzeit 90 Sekunden. Durch die hohe Beschleunigung und Endgeschwindigkeit der Fahrzeuge zusammen mit dem modernen Ausbau der Fahrröhren erhöht sich die sonst übliche Reisegeschwindigkeit von 25 km/h auf 40 km/h. Dazu tragen auch die durch gläserne Tunnel gesicherten Bahnhofsgleise bei, die eine hohe Ein- und Ausfahrgeschwindigkeit ermöglichen. Die an der Bahnsteigkante angebrachten Türen werden simultan mit den Fahrzeugtüren geöffnet und geschlossen.
Ähnlich den VAL-Métros wird auch die Linie 14 fahrerlos betrieben. Der Fahrgast kann sogar im „Führerstand“ Platz nehmen. Seit 2007 bestehen Umsteigemöglichkeiten zu neun anderen Métrolinien sowie zu allen fünf RER-Linien.
Die Bahnhöfe sind durch ihre Anordnung und offene Bauweise sowie durch die Verwendung von viel Glas sehr übersichtlich. Die Züge benötigen keine Wendeschleife, sondern kehren in einem weiterführenden Stück Tunnel hinter der jeweiligen Endhaltestelle. Somit ist eine spätere Verlängerung der Strecke relativ problemlos möglich. Eine ursprünglich im Rahmen des Grand Paris Express für 2027 vorgesehene Verlängerung zum Flughafen Orly wurde am 24. Juni 2024 noch vor den Olympischen Sommerspielen 2024 eröffnet. Die Linie ist damit die schnellste und wichtigste Nord-Süd-Linie im Stadtgebiet von Paris und verbindet alle weiteren Linien des Projektes.

## Geschichte

### Planung
Die Linie 14 wurde innerhalb von zehn Jahren geplant und gebaut. Sie ist die erste neue Linie seit 1935 und die zweite Netzerweiterung seit dem Zweiten Weltkrieg, die nicht eine Verlängerung einer bestehenden Strecke in die Banlieue darstellt. Gründe für den Bau waren einerseits eine bessere Anbindung des Bahnhofs Gare de Lyon, andererseits die Entlastung der RER-Linie A und der Metrolinie M1, sowie die Anbindung ehemaliger Industrieflächen im 13. Arrondissement, die heute Entwicklungsgebiete darstellen. Das ganze Projekt wurde unter dem Namen Météor ausgeführt. Zwei Trassen wurden näher ins Auge gefasst: eine Linie Maison Blanche–Porte Maillot neben dem RER A oder eine Linie République–Saint-Lazare. Letztere erschien weniger interessant, die Entlastung des RER A war wichtiger. Gleichzeitig plante die SNCF das Projekt EOLE (Est Ouest Liaison Express), eine Verbindung der östlichen Vororte mit dem Bahnhof Saint-Lazare. Beide Projekte wurden im Oktober 1989 von der Nationalversammlung abgesegnet. Im November 1989 wurde die Streckenführung auf die Trasse Maison Blanche–Saint-Lazare festgelegt.
Die RATP besaß im Bau unterirdischer Strecken einige Erfahrung, dennoch nahm man sich viel Zeit für die Vorarbeiten, so dass erst im Jahr 1991 mit dem Bau begonnen wurde. Hierzu wurde eine Tunnelbohrmaschine namens Sandrine gebaut, die sich vom Bahnhof Madeleine zum Hafen von Arsenal 4,5 Kilometer durch die Stadt bohrte, mit einer Geschwindigkeit von 350 Metern pro Monat. Dies dauerte alles zusammen 22 Monate, vom Dezember 1993 bis August 1995. Die Unterquerung der Seine wurde in der Senkkasten-Methode durchgeführt. Von März 1995 bis März 1997 wurden Gleise verlegt und die elektrische Ausrüstung installiert, in diesem Jahr fuhren auch die ersten MP 89 im Testbetrieb.
Zwischen 1997 und Oktober 1998 wurden die Stationen ausgebaut. Die ästhetischen Vorgaben unterschieden sich grundlegend von den zuvor gültigen. Es wurden viele helle und leuchtende Materialien verwendet, zudem viel Glas und Metall. Die ursprünglichen Planungen sahen für die Linie Kosten in Höhe von 4,4 Milliarden Francs vor. Wegen der Kostenexplosion reduzierte man den Streckenbau auf Saint-Lazare–ZAC de Tolbiac (heute Bibliothèqu).

### Eröffnung und erste Betriebsjahre
Eröffnet wurde die Strecke vom Präsidenten Jacques Chirac. Die Bahnsteige sind mit Glastüren versehen, die sie durchgehend von den Gleisen trennen. Die Züge halten auf den Zentimeter genau vor ihnen. Aufgrund eines höheren Stationsabstandes (1,1 Kilometer gegenüber 500–700 Meter bei konventionellen Linien) erhöht sich die Reisegeschwindigkeit von 25 km/h auf 40 km/h, dies wiederum bewirkt eine Kapazitätserhöhung um 33 % gegenüber den anderen Métro-Linien. Die Linie 14 verkehrt wie die Linien 1, 4, 6 und 11 auf Gummireifen. Da die Fahrzeuge mit denen auf der Linie 1 nahezu identisch sind, werden sie im Fahrzeugdepot Fontenay der Linie 1 gewartet. Der Weg dorthin wird über die Linie 6 via Bercy–Nation zurückgelegt.
Die Liniennummer 14 war zuvor schon einmal vergeben worden, für die Linie Invalides – Porte de Vanves vor deren Fusion mit der Linie 13.
2000 wurde die Verknüpfung mit der RER-Linie C am Bahnhof Bibliothèque François Mitterrand in Betrieb genommen, deren 200 m entfernter Halt Boulevard Masséna dafür aufgegeben wurde. Am 16. Dezember 2003 wurde die Verlängerung zum Bahnhof Saint-Lazare eröffnet. Die Linie 14 bietet seitdem Umsteigemöglichkeiten zu allen fünf RER-Linien, ebenso zu neun Métro-Linien.
Am 26. Juni 2007 wurde die Station Olympiades eröffnet, die bis 2024 südliche Endstation war und damit das etwa 800 Meter lange Teilstück in Betrieb genommen, das an die bisherige Endstation Bibliothèque François Mitterrand anschloss.

### Erweiterung nach Süden und Norden

Die verlängerte Linie 14 wird als Blaue Linie Teil des Systems Grand Paris Express

Bereits kurz nach der Eröffnung wurden mehrere Erweiterungsvarianten der Linie diskutiert. Diese konkretisierten sich 2013 durch die Planung des Grand Paris Express, eines neuen fahrerlosen Metrosystems für den Großraum Paris. Die Linie 14 wird Teil des bis 2030 zu errichtenden Systems.
Sie wurde dafür bis zum Jahr 2024 im Norden bis Saint-Denis Pleyel verlängert und wird dort Umsteigemöglichkeiten zu den noch zu bauenden Linien 15, 16 und 17 bieten, die alle Teil des Grand Paris Express-Systems werden. Im Süden wurde die Strecke bis zum Flughafen Orly über Maison Blanche mit Umsteigemöglichkeit zur Ringlinie 15 verlängert Am Flughafen Orly entstand schließlich ein Anschluss zur Linie 18, der Südwest-Strecke, welche Orly mit Versailles verbinden wird.

Die Linie 14 seit der Eröffnung der Verlängerungen nach Norden und Süden im Juni 2024

Die Verlängerung der Linie 14 nach Norden um 5,5 km wurde auch als Entlastung der bis an den Grenzen ihrer Kapazität ausgelasteten Linie 13 geplant, die hier teilparallel verkehrt. Es entstanden vier neue Stationen: Pont-Cardinet, Porte de Clichy (Umstieg zum Nordwestzweig der Linie 13), Clichy – Saint-Ouen (Umstieg zum RER C) und Mairie de Saint-Ouen (Umstieg zum Nordostzweig der Linie 13). Dadurch verbesserte sich die Verkehrsanbindung des 8., 9. und 17. Pariser Arrondissement und von Clichy-la-Garenne sowie von Saint-Ouen. Der Zugang zu den Bahnsteigen erfolgt behindertengerecht mit Aufzügen oder über Treppen und Rolltreppen. Im Zuge der Verlängerung erhielt die Linie auch einen Betriebshof, der von der Endstation aus zugänglich ist.
Ende 2013 genehmigte das Syndicat des transports d’Île-de-France (kurz STIF genannt) 450 Millionen Euro für die erste Tranche der Verlängerung bis zur Station Mairie de Saint-Ouen. Davon tragen die Société du Grand Paris 59 %, die Région Île-de-France 19 %, die Stadt Paris 20 %, und die beiden Départements Seine-Saint-Denis und Hauts-de-Seine je 1 %. Damit wurden die Rohbauarbeiten für den Tunnel, für die zu errichtenden Bahnhöfe und den Betriebshof mit Abstellgleisen finanziert. Die Gesamtkosten wurden auf 1,38 Milliarden Euro veranschlagt.
Nach vorbereitenden Arbeiten zum Verlegen von Versorgungsleitungen waren seit 2014 zwei Tunnelbohrmaschinen im Einsatz. Die Eröffnung der Verlängerungsstrecke erfolgte am 14. Dezember 2020; nur die Station Porte de Clichy wurde erst am 28. Januar 2021 zur Benutzung freigegeben.
Die Erweiterung nach Süden zum Flughafen Paris-Orly sollte bis Mitte 2024 in Betrieb gehen, und ebenso die nördliche nach Saint-Denis Pleyel.
Seit Anfang 2023 wurden Testfahrten durchgeführt.
Die Eröffnung erfolgte am 24. Juni 2024 noch vor den Olympischen Sommerspielen 2024.
Die Linie ist damit die schnellste und wichtigste Nord-Süd-Linie im Stadtgebiet von Paris und verbindet alle weiteren Linien des Projektes. Mit einer Fahrzeit von 25 Minuten stellt sie die günstigste Anbindung des Flughafens Paris-Orly an die Innenstadt dar. Der auf der südlichen Verlängerung befindliche und nicht fertiggestellte Umsteigebahnhof zur künftigen Linie 15 Villejuif – Gustave Roussy wurde am 18. Januar 2025 eröffnet.

## Automatischer Betrieb
Die Météor-Linie ist das erste vollautomatische Metrosystem, dessen Zugsicherung auf dem Prinzip des Moving blocks beruht, um die Zugfolgezeiten an das physikalisch mögliche Minimum anzunähern und damit die Streckenkapazität zu erhöhen. VAL und das MAGGALY-System der Métro Lyon als direkte Vorgängersysteme basieren hingegen auf festen Blockabschnitten. Die zugrundeliegende Technik wurde dabei maßgeblich von Matra Transport International entwickelt und wird seither unter dem Namen SAET (Système d’Automatisation de l’Exploitation des Trains) vermarktet.
Erstmals wurden hier auch ein infrarotbasiertes Hinderniserkennungssystem für Bahnsteigbereiche installiert, das in einer weiterentwickelten Form auch bei der Nürnberger U-Bahn zum Einsatz kommt. Eine weitere Ähnlichkeit besteht bei der Möglichkeit des Mischbetriebs von automatisch und manuell gesteuerten Fahrzeugen, die bei Météor zum ersten Mal praktisch umgesetzt wurde.
Das SAET-System wurde softwareseitig in 150 000 Zeilen Ada implementiert und stellt eines der ersten Beispiele für die umfangreiche Anwendung von Formalen Methoden (konkret der B-Methode) in einem Industrieprojekt dar.

## Fahrgastzahlen
Für den Betriebsbeginn 1998 wurden ursprünglich 24 000 Fahrgäste pro Stunde und Richtung bei einer Taktzeit von 105 s erwartet. Im Jahr 2003 lagen die Fahrgastzahlen vor Verlängerung der Strecke nach Saint Lazare bei knapp 41 Millionen, mit einem Tagesdurchschnitt von 140.000 an den Wochentagen, von 85.000 an den Samstagen und 60.000 an den Sonntagen.
Im Dezember 2007 wurde mit 450.000 an einem einzigen Tag beförderten Personen ein neuer Streckenrekord erzielt. 2011 erreichte die Zahl der Reisenden 500.000.
Anfang 2014 werden regelmäßig bis zu 600.000 Fahrgäste pro Tag ermittelt. Infolgedessen wurde seit Anfang Juni 2014 in der morgendlichen Rush-Hour (d. h. von 8:00 Uhr bis 9:00 Uhr) die Zugfolgezeit von 95 s auf 85 s verkürzt. Somit fahren in dieser Stunde 4 Züge zusätzlich, was einer Angebotszunahme von 10 % entspricht. Nachmittags werden zwischen 16:00 Uhr und 20:00 Uhr insgesamt sechs zusätzliche Fahrten eingeschoben.
Zur Erhöhung der Kapazität der Linie 14 auf bis zu 40 000 Fahrgästen pro Stunde wurden 8-teilige MP-14-Zuggarnituren mit 120 m Länge beschafft, die 6-teilige Zuggarnituren ersetzen.  Dies setzte allerdings entsprechende Umbauten (d. h. Verlängerung der Bahnsteige; Vergrößerung der Zugänge bzw. Schaffung neuer Zugänge) an den bestehenden Stationen voraus. Die Einführung der bestellten 35 Züge begann 2020, seit 2023 kommen nur noch die MP 14 zum Einsatz. Für den Einsatz auf den Streckenverlängerungen wurden weitere 37 Züge bestellt.

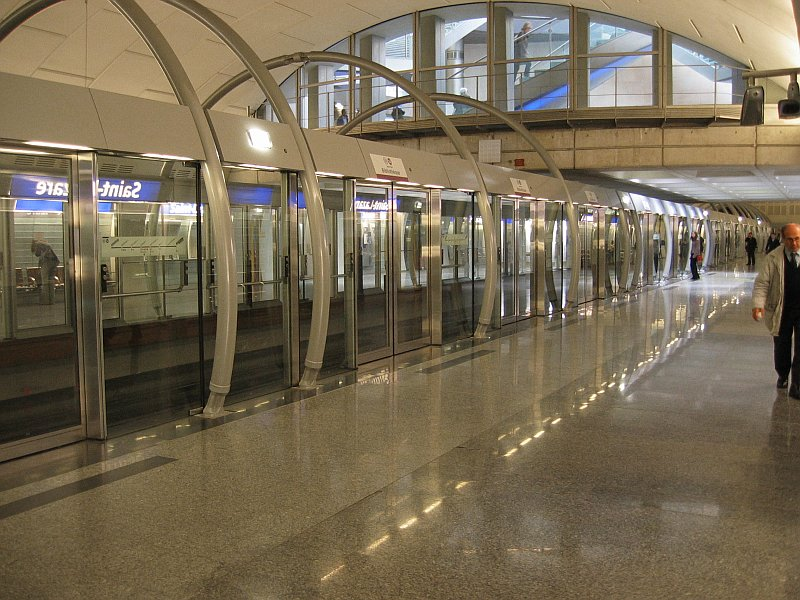
Bahnhof Saint-Lazare mit Gleistunnel und automatischen Türen
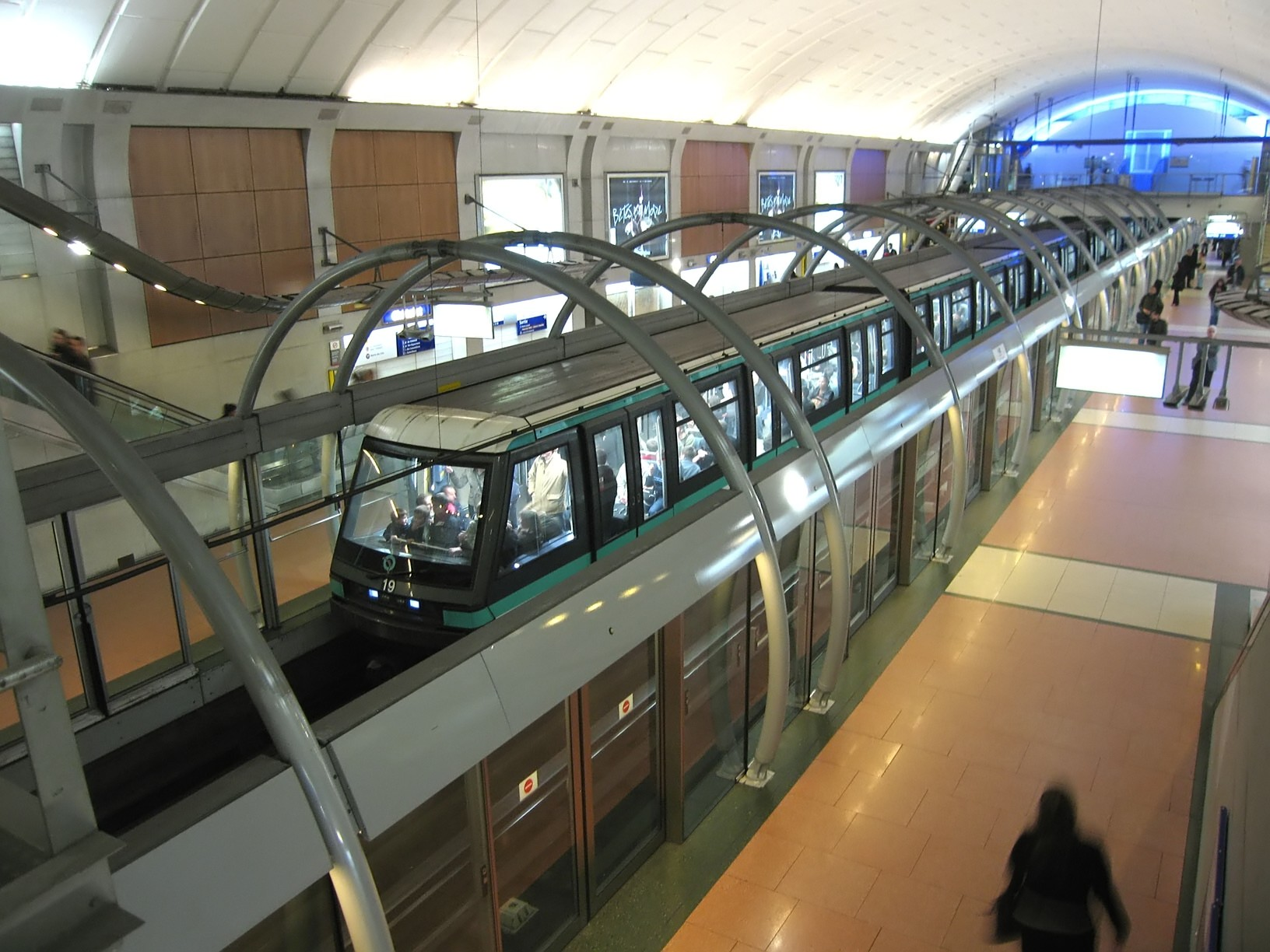
Bahnhof Châtelet
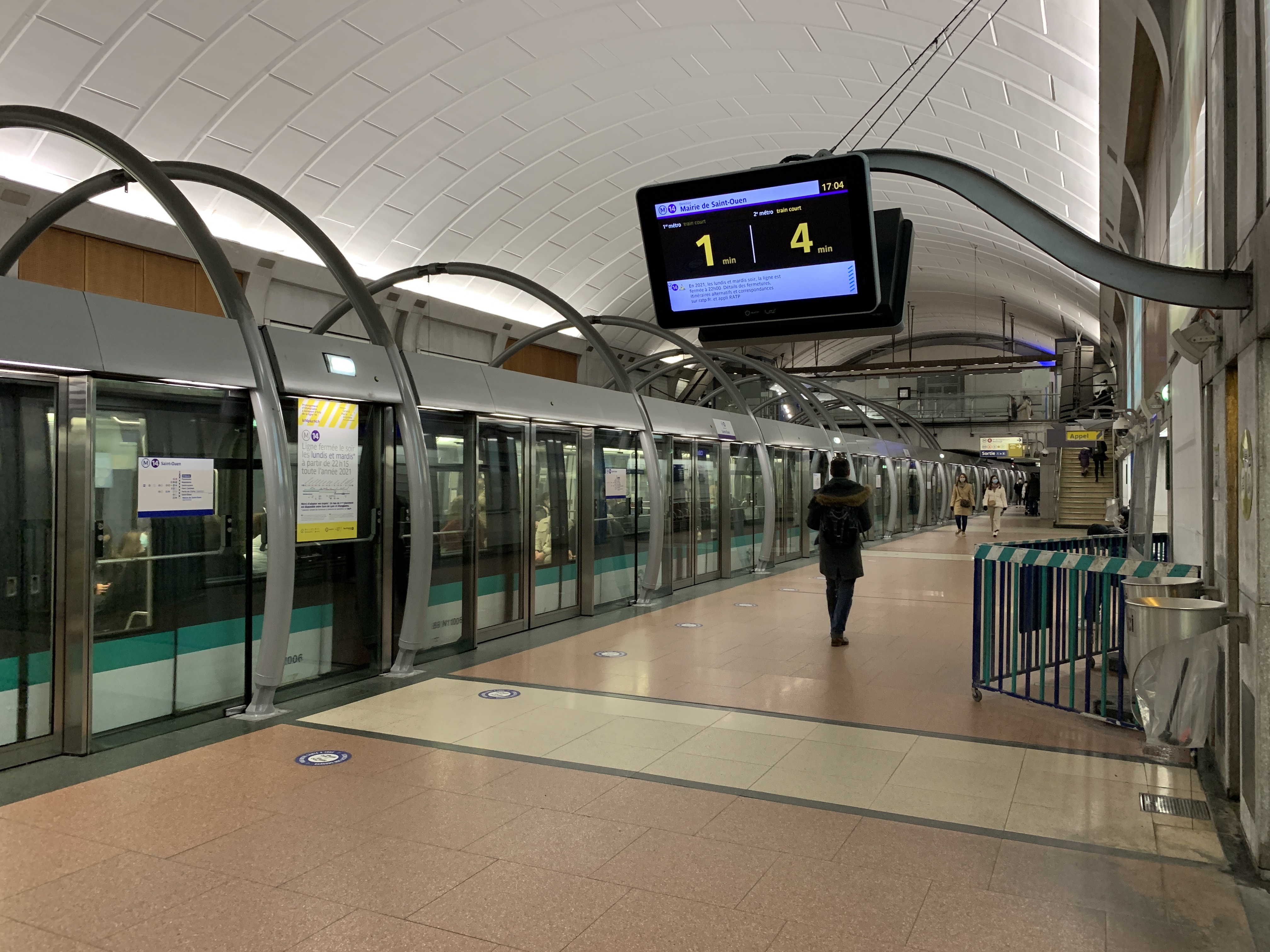
Fahrgastinformation (Station Châtelet): Zeigt die Wartezeiten bis zur Einfahrt der nächsten beiden Züge in Richtung Mairie de Saint-Ouen